# مرد جنوبی (ترانه)
«مرد جنوبی» (به انگلیسی: Southern Man) ترانه‌ای از نیل یانگ و یکی از قطعات آلبوم پس از تب طلا است که در سال ۱۹۷۰ منتشر شد. نسخهٔ ۱۳ دقیقه‌ای این ترانه در آلبوم خیابان چهارطرفه (۱۹۷۱) موجود است که یانگ آن را به‌همراه کرازبی، استیلز، نش اند یانگ اجرا کرده‌است.

## محتوا
ترانهٔ «مرد جنوبی» به موضوع نژادپرستی نسبت به سیاه‌پوستان جنوب ایالات متحده می‌پردازد. در این قطعه، یانگ داستان یک مرد سفیدپوست (نمادی از سفیدپوست‌های جنوبی) و بدرفتاری او با بردگانش را روایت می‌کند. گفته می‌شود ترانهٔ معروف «هیچ‌جا آلاباما نمی‌شه» از گروه راک جنوبی لنرد اسکینرد در پاسخ به «مرد جنوبی» نوشته شده که در متن آن از نیل یانگ هم نام برده شده‌است. گرچه نیل یانگ در کتاب حمل قطعه سنگین: یک هیپی رؤیایی گفته‌است که «هیچ‌جا آلاباما نمی‌شه» پاسخی به دیگر ترانهٔ او با نام «آلاباما» (۱۹۷۲) است. یانگ انتقاد ضمنی لنرد اسکینرد از خودش را به‌جا می‌داند چون به‌نظرش شعر ترانهٔ «آلاباما» صریح و تحریک‌آمیز بوده‌است.